# Przyćmiewacz
Przyćmiewacz – dodatkowy element ładunku miotającego mający na celu ograniczenie błysku wystrzału podczas strzelań nocnych. 
Umieszczany jest w łusce naboju artyleryjskiego. Stosuje się przyćmiewacze o działaniu utleniającym, m.in. saletrę amonową lub potasową, dzięki którym następuje całkowite spalenie składników palnych gazów prochowych, oraz przyćmiewacze, które podwyższają temperaturę zapłonu gazów prochowych. Do nich zalicza się chloran potasu lub sodu, siarczan potasu i sodu. Przyćmiewacze utleniające podnoszą temperaturę gazów prochowych w lufie, przez co doprowadzają do szybszego jej zużycia. 
Najczęściej mają zastosowanie w nabojach składanych. Przechowywane są w oddzielnych opakowaniach i dodaje się je do ładunków miotających podczas strzelań w nocy. Nie mają zastosowania podczas strzelań dziennych, ponieważ wytwarzany przez nie gęsty obłok dymu demaskuje stanowisko ogniowe.